# Americana Music Association
A Associação da Música Americana (AMA) é uma organização profissional sem fins lucrativos cuja missão é defender a Música Tradicional Americana em todo o mundo. Para esses fins, a organização trabalha com artistas, estações de rádio, gravadoras, editores e outros norte-americanos para criar oportunidades de networking e desenvolver uma infraestrutura que garanta visibilidade e viabilidade econômica. Além disso, a organização trabalha para aumentar o reconhecimento da marca pela música americana e seus artistas. A Associação produz eventos durante todo o ano, incluindo o Festival e Conferência Anual de Música Americana e o Americana Music Honors & Awards, normalmente realizados juntos no outono. A AMA também administra e publica cartas de rádio. Publica boletins, realiza pesquisas de mercado e divulga informações sobre eventos importantes na comunidade Americana.

## História da Associação da Música Americana
Desde 1999, a Associação da Música Americana ajuda a música americana a assumir um lugar elevado e seguro na vida artística e comercial da nação. O que começou como um encontro informal de colegas dedicados tornou-se um movimento endossado pelos principais meios de comunicação e artistas icônicos. A Recording Academy adicionou a categoria de "Melhor Álbum Americana" em 2009, e Merriam-Webster incluiu o termo musical no dicionário em 2011.
A AMA não foi apenas um refúgio para a arte em um momento de tumulto para a música popular, mas também um recurso para centenas de artistas, compositores, músicos e produtores. Hoje, Americana é um dos gêneros musicais mais vendidos de acordo com as 20 melhores paradas de álbuns da Billboard — com artistas como Mumford & Sons, The Avett Brothers, The Civil Wars, The Lumineers e mais, se tornando o mainstream e não a exceção.
No final dos anos 90, um grupo de cerca de trinta voluntários de rádio, gravadoras e mídia se reuniu informalmente na conferência da indústria da música South by Southwest em Austin, Texas, discutir ações coletivas que possam ajudar a comunidade americana, incluindo a possibilidade de associação comercial. Um retiro facilitado em outubro de 1999 galvanizou a ideia e nasceu a Associação da Música Americana. No início do ano seguinte, a Associação organizou sua primeira noite anual de Americana no sul pelo sudoeste e, em setembro de 2000, a AMA realizou sua primeira convenção no Hilton Suites, no centro de Nashville, com apresentações de Sam Bush, Rhonda Vincent, Rodney Crowell e Jim Lauderdale. As Americana Music Honors & Awards foram adicionados à convenção no terceiro ano, e a noite se mostrou emocionante e histórica. Os ícones norte-americanos Emmylou Harris, Billy Joe Shaver e T-Bone Burnett receberam prêmios por toda a vida por performances, composição e conquista executiva, respectivamente. Depois de muito planejamento nos bastidores, o público foi presenteado com uma surpresa por Johnny Cash e June Carter Cash com membros da família Cash. Johnny aceitou o primeiro “Spirit of Americana” Free Speech Award da AMA com uma impressionante recitação de seu poema musical “Ragged Old Flag” e, apesar de sua saúde debilitada, ele e June lideraram sua banda familiar através de um conjunto de músicas que chegou no tempo. Acabou sendo a última apresentação pública que o Cash jamais daria.
Com o tempo, o evento de outono atraiu grupos maiores de fãs e conferencistas do setor. Em resposta, a organização mudou formalmente o nome de seu evento para o Festival e Conferência de Música Americana, recebendo não apenas os que estão no negócio, mas qualquer pessoa apaixonada pela música. Em 2008, o evento havia se expandido para quatro dias, transferido sua Mostra de Prêmios para o histórico Ryman Auditorium e atraído quase mil profissionais do setor, além de um total acumulado de mais de doze mil visitantes para as exibições noturnas.
As apresentações musicais emocionalmente carregadas de cada ano têm sido tão variadas quanto a própria Americana: o Ramble at the Ryman de Levon Helm; John Fogerty em Mercy Lounge; Grace Potter com os Waybacks; depois os novatos, The Avett Brothers no Station Inn, com uma audiência de 150 pessoas. The Civil Wars fizeram uma versão empolgante de "Barton Hollow" no Gibson Showroom, que foi transmitido ao vivo pelo Music City Roots. Um dueto não anunciado de Robert Plant e Buddy Miller levou o notável blogueiro da indústria da música Bob Lefsetz a dizer: “A paixão deles era palpável. Meu único desejo era me aproximar. Minha única esperança era que a música nunca terminasse.